# 岩盆

侵入岩結構的基本構成
1. 岩蓋
2. 小的岩脈
3. 岩磐
4. 岩脈
5. 岩干
6. 火山頸
7. 岩盆

岩盆（英語：lopolith）是一种巨大的火成岩侵入體，呈透鏡狀，中心區域凹陷。岩盆上部通常與侵入的地層位置一致，而在下方有岩脉或漏斗狀的岩漿供應體。該術語最初于1900年代初期由Frank Fitch Grout在於描述明尼蘇達州北部鄰近安大略省的杜鲁特辉长岩地質群時使用。
岩盆通常由從太古宙到始新世的各種分層侵入體組成。例子包括安大略省的杜鲁特辉长岩、南非的丛状火成岩以及津巴布韋的Great Dyke等。